# Bellevigne
Bellevigne is een gemeente in het Franse departement Charente (regio Nouvelle-Aquitaine). De plaats maakt deel uit van het arrondissement Cognac. Bellevigne is op 1 januari 2017 ontstaan door de fusie van de gemeenten Éraville, Malaville, Nonaville, Touzac en Viville.
De gemeente kreeg de INSEE-code 16204, die voorheen voor de gemeente Malaville werd gebruikt.

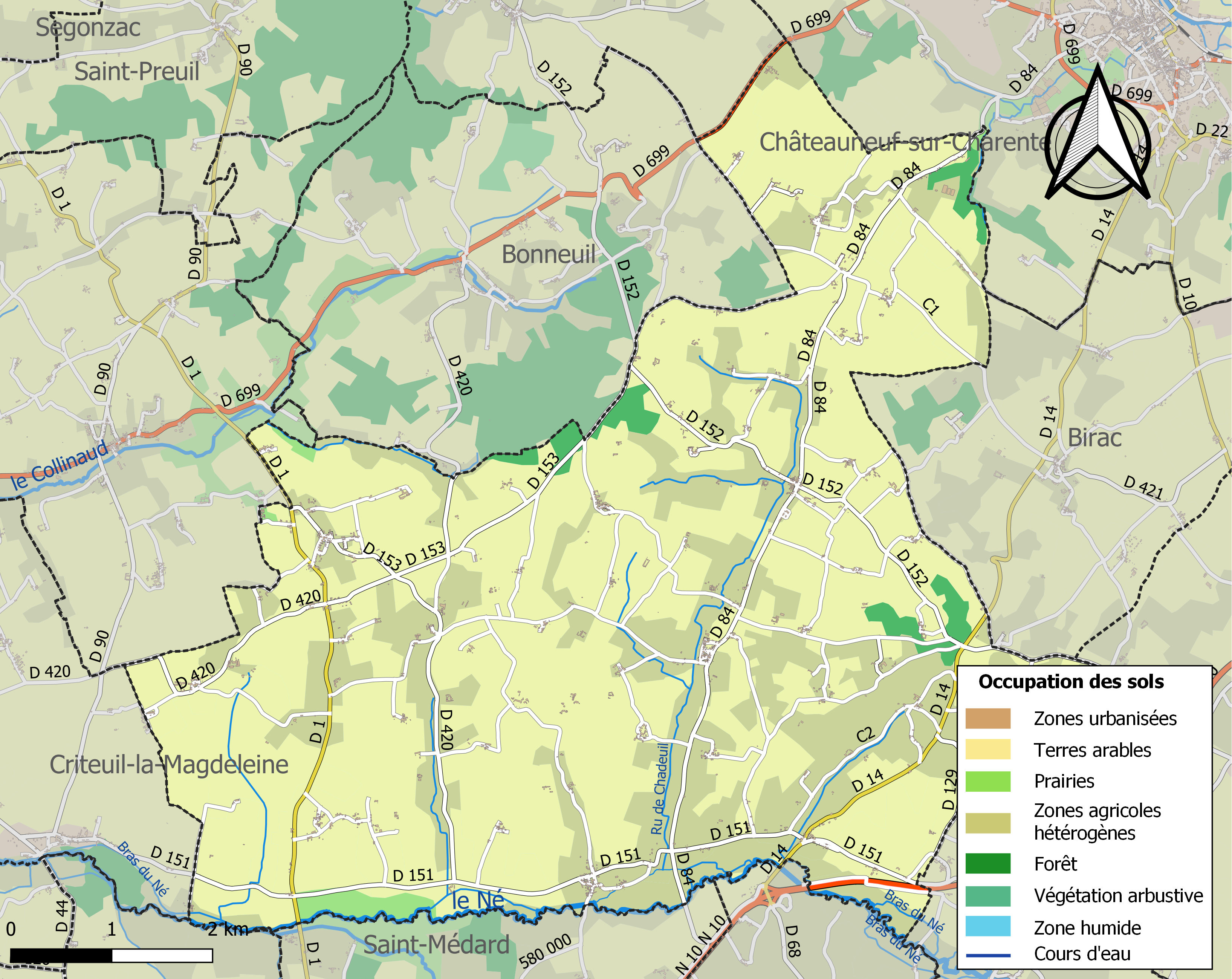
Kaart van Bellevigne met grondgebruik, infrastructuur en omgeving